# Megabracon thalessiformis
Megabracon thalessiformis är en stekelart som först beskrevs av Charles Thomas Brues 1912.  Megabracon thalessiformis ingår i släktet Megabracon och familjen bracksteklar. Inga underarter finns listade i Catalogue of Life.